# Claudio Procesi
Claudio Procesi (né le 31 mars 1941  à Rome) est un mathématicien italien, connu pour des travaux en algèbre et en théorie des représentations.

## Biographie
Claudio Procesi étudie à l'université de Rome « La Sapienza », où il obtient son diplôme (Laurea) en 1963. En 1966, il est diplômé de l'université de Chicago supervisé par Israël Herstein, avec l'étude de l'article intitulé « On rings with polynomial identities ». À partir de 1966, il est professeur adjoint à l'université de Rome, en 1970 professeur associé à l'université du Salente et en 1971, à l'université de Pise. À partir de 1973, il est professeur à Pise et en 1975 professeur ordinaire à l'université de Rome « La Sapienza ».
Il fait des séjours de recherche à l'université Columbia (1969-1970), à l'université de Californie à Los Angeles (1973-1974) à l'IMPA, au
Massachusetts Institute of Technology (1991), à Grenoble, à l'université Brandeis (1981-1982), à l'université du Texas à Austin (1984), à l'Institute for Advanced Study (1994), au Mathematical Sciences Research Institute (1992, etc.), au centre international de physique théorique de Trieste, à l'École normale supérieure, etc.

## Travaux
Procesi étudie l'algèbre non commutative, les groupes algébriques, la théorie des invariants, la géométrie énumérative, les algèbres de dimension infinie et groupes quantiques, les polytopes, les tresses, l'homologie cyclique, la géométrie des orbites des groupes compacts, les arrangements de sous-espaces et les tores.
Procesi a prouvé que les invariants polynomiaux de matrices n × n sur un corps K viennent en quelque sorte tous du théorème de Cayley-Hamilton, qui exprime qu'une matrice carrée annule son propre polynôme caractéristique.
Claudio Procesi et Murray Schacher ont donné une généralisation matricielle du dix-septième problème de Hilbert : toute matrice symétrique à coefficients dans un corps de fractions rationnelles réelles dont toutes les spécialisations (réelles) sont positives est une somme de carrés de matrices symétriques.

## Récompenses et distinctions
En 1979, il est lauréat du prix mathématique de l'Académie italienne des sciences. En 1981, il reçoit la médaille de l'Académie des Lyncéens, dont il devient membre en 1987. En 1986, il reçoit le prix Antonio-Feltrinelli en mathématiques. En 1978, il est conférencier invité au congrès international des mathématiciens (ICM) à Helsinki. De 2007 à 2010, il est vice-président de l'Union mathématique internationale. Il est rédacteur de la revue Duke Mathematical Journal, du Journal of Algebra, de Communications in Algebra et Advances in Mathematics, ainsi que d'Afrika Matematica. 
Enfin, il est membre du comité pour l'algèbre de l'ICM entre 1986 et 1994 et du comité du prix Abel de 2005 à 2007.

## Publications
- 2010 : (avec Corrado de Concini) Topics in Hyperplane Arrangements, Polytopes and Box-Splines, Springer, lien Math Reviews
- 2006 : Lie groups: An approach through invariants and representations, Springer, Universitext[4]
- 1996 : (avec Hanspeter Kraft) Classical Invariant Theory
- 1993 : (avec Corrado de Concini) Quantum groups, Lecture Notes in Mathematics, Springer, lien Math Reviews
- 1993 : Rings with polynomial identities, Dekker, lien Math Reviews
- 1983 : A primer on invariant theory, université Brandeis

## Source de la traduction
- (en) Cet article est partiellement ou en totalité issu de l’article de Wikipédia en anglais intitulé « Claudio Procesi » (voir la liste des auteurs).